# 特拉克哈芬 (加利福尼亞州)
特拉克哈芬（英語：Truckhaven）是位於美國加利福尼亞州因皮里爾縣的一個非建制地區。該地的面積和人口皆未知。

## 地理
特拉克哈芬的座標為33°17′49″N 115°58′38″W / 33.29694°N 115.97722°W，而該地的平均海拔高度為-16米（即-52英尺）。